# Kaluža

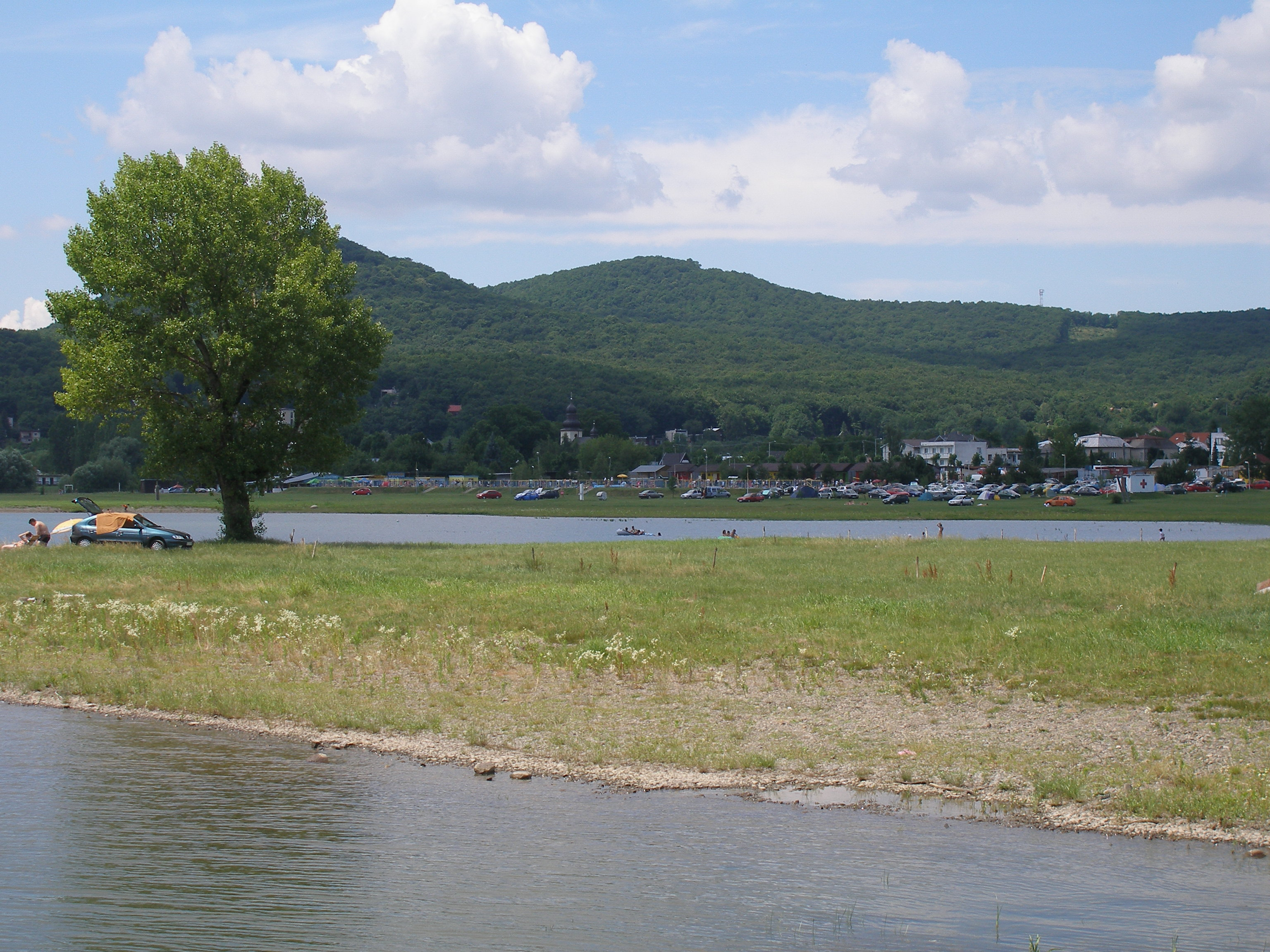
Kaluža

Kaluža (Hongaars: Ungtavas) is een Slowaakse gemeente in de regio Košice, en maakt deel uit van het district Michalovce.
Kaluža telt 363 inwoners.